# Andreas Klier
Andreas Klier (München, 15 januari 1976) is een Duits voormalig wielrenner.

## Carrière
De in München geboren maar tegenwoordig in Vlaanderen wonende Klier werd beroepswielrenner in 1996. Na twee jaar bij kleinere Duitse teams te hebben gereden, ging Klier in 1999 naar het Nederlandse TVM. Hier brak Klier, die in zijn 'Duitse' periode een aantal kleinere wedstrijden had gewonnen, door als specialist voor eendaagse wedstrijden. Het leverde hem nog geen zeges op, maar wel een contract voor 2001 bij het Duitse Team Telekom. Naast vele ereplaatsen boekte hij er overwinningen in de GP Jef Scherens (2002) en in Gent-Wevelgem (2003). In 2007 won hij een rit in de Ronde van Spanje.
Vanaf 2011 reed Klier voor Team Garmin-Cervélo, nadat zijn ploeg Cervélo Test Team werd opgedoekt. In mei 2013 kondigde hij aan zijn carrière per direct te beëindigen om ploegleider te worden bij Garmin. In augustus 2013 bekende hij dopinggebruik tussen 1999 en 2006 en werd door de USADA voor een half jaar geschorst. Klier nam tussen 1999 en 2006 onder meer epo, groeihormonen en cortisonen. Al zijn prestaties vanaf 21 juli 2005 zijn geschrapt, waaronder de ritwinst in de Ronde van Spanje van 2007. Klier klopte toen Tom Stamsnijder in de sprint.

## Belangrijkste resultaten
| 1991 - 1e - Duits kampioenschap op de weg, Nieuwelingen 1996 - 1e - etappe 7 Boland Bank Tour 1997 - 7e - Scheldeprijs - 8e - Ronde van Normandië 1998 - 10e - GP Pino Cerami 1999 - 3e - Circuit Franco-Belge - 5e - Duits kampioenschap op de weg 2000 - 5e - Memorial Rik Van Steenbergen - 7e - Gent-Wevelgem - 9e - E3 Prijs Vlaanderen 2001 - 6e - Ronde van Bochum - 7e - Scheldeprijs 2002 - 1e - GP Jef Scherens 2003 - 1e - Gent-Wevelgem - 7e - Trofeo Luis Puig | 2004 - 6e - Ronde van Vlaanderen - 6e - Ronde van Piëmont - 7e - E3 Prijs Vlaanderen - 10e - Gent-Wevelgem 2005 - 2e - Ronde van Vlaanderen - 2e - E3 Prijs Vlaanderen - 4e - Ronde van Saksen - 8e - Wereldkampioenschap wielrennen 2005 - 9e - ENECO Tour - 10e - Kuurne-Brussel-Kuurne 2006 - 9e - Ronde van Vlaanderen 2007 - 6e - Ronde van Qatar 2008 - 4e - Dwars door Vlaanderen - 10e - GP Fayt-le-Franc 2009 - 5e - Ronde van Qatar - 5e - Gent-Wevelgem - 7e - Omloop Het Nieuwsblad |

## Resultaten in voornaamste wedstrijden
| Jaar | Ronde van Italië | Ronde van Frankrijk | Ronde van Spanje |
| ---- | ---------------- | ------------------- | ---------------- |
| 1997 |                  |                     |                  |
| 1998 |                  |                     |                  |
| 1999 | 78e              |                     | 74e              |
| 2000 |                  | 105e                |                  |
| 2001 |                  |                     | 119e             |
| 2002 |                  |                     | opgave           |
| 2003 |                  |                     |                  |
| 2004 |                  |                     | opgave           |
| 2005 |                  |                     | 107e             |
| 2006 |                  |                     |                  |
| 2007 |                  |                     | opgave (1)       |
| 2008 |                  |                     |                  |
| 2009 |                  | 155e                |                  |
| 2010 |                  | 167e                |                  |
| 2011 |                  |                     | 158e             |
| 2012 |                  |                     |                  |
| 2013 |                  |                     |                  |

| Jaar | Milaan-San Remo | Gent-Wevelgem | Ronde van Vlaanderen | Parijs-Roubaix | Amstel Gold Race | Omloop Het Nieuwsblad | Parijs-Tours | E3 Harelbeke |  | WK op de weg |  | Wereldranglijsten |
| ---- | --------------- | ------------- | -------------------- | -------------- | ---------------- | --------------------- | ------------ | ------------ |  | ------------ |  | ----------------- |
| 1997 |                 |               |                      |                |                  | 14e                   |              |              |  |              |  |                   |
| 1998 |                 |               |                      |                |                  | 61e                   |              |              |  |              |  |                   |
| 1999 | 40e             |               | 45e                  | 64e            |                  |                       | 29e          |              |  |              |  |                   |
| 2000 | 16e             | 7e            | 25e                  | 60e            |                  | 15e                   |              | 9e           |  |              |  |                   |
| 2001 | 42e             |               |                      |                |                  | 13e                   | 124e         | 27e          |  |              |  |                   |
| 2002 |                 | 16e           | 62e                  |                | 96e              | 68e                   | 147e         |              |  | 105e         |  |                   |
| 2003 |                 | Goud          | 27e                  | 63e            | 83e              |                       | 54e          |              |  | 82e          |  |                   |
| 2004 |                 | 10e           | 6e                   |                |                  |                       | 49e          | 7e           |  |              |  | 17e (UWB)         |
| 2005 | 18e             |               | ↑                    |                |                  | 11e                   | 68e          | ↑            |  | 8e           |  | 46e (UPT)         |
| 2006 | 15e             | 32e           | 9e                   | 42e            |                  |                       |              | 17e          |  |              |  | 149e (UPT)        |
| 2007 |                 | 47e           | 55e                  | 83e            | 50e              | 12e                   |              |              |  |              |  | 134e (UPT)        |
| 2008 | 129e            | 61e           | 20e                  |                |                  |                       | 55e          |              |  |              |  |                   |
| 2009 | 33e             | 5e            | 24e                  | 12e            |                  | 7e                    |              | 25e          |  |              |  | 107e (UWK)        |
| 2010 | 35e             |               |                      |                |                  | 23e                   |              |              |  |              |  |                   |
| 2011 | 35e             |               | 113e                 | 49e            |                  | 34e                   | 63e          | 94e          |  | 171e         |  |                   |
| 2012 | 99e             | 137e          | 84e                  |                |                  | 35e                   |              | 106e         |  |              |  |                   |
| 2013 |                 |               |                      |                |                  | 88e                   |              | 76e          |  |              |  |                   |